# Ališer Navoj
Mir Ališer Navoj (9. februar 1441 – 3. januar 1501), takođe poznat kao Nizam-al-Din ʿAli-Šir Heravi  (Čagatajaki turkijski/pers. نظام‌الدین علی‌شیر نوایی), bio je turkijski pesnik, pisac, političar, lingvista, mistik i slikar koji je bio najveći predstavnik čagatajske književnosti.
Navoj je smatrao da su čagatajski i drugi turkijski jezici bili superiorni u odnosu na persijski u pogledu književne primene, što je neuobičajeno gledište za to vreme. On je branio takvo gledište u svom radu pod nazivom Upoređivanje dva jezika. On je naglašavao svoje verovanje u bogatstvo, preciznost i kovnost turkijskog rečnika za razliku od persijskog.

## Rad
Ališer je služio kao javni administrator i savetnik svog sultana, Huseina Bejkaraha. Takođe je bio graditelj za koga se navodi da je osnovao, obnovio ili obdario oko 370 džamija, medresa, biblioteka, bolnica, karavansaraja i drugih obrazovnih, pobožnih i dobrotvornih ustanova u Horasanu. U Heratu je bio odgovoran za 40 karavansaraja, 17 džamija, 10 rezidencija, devet kupaonica, devet mostova i 20 bazena.
Među Ališerovim najpoznatijim građevinama su mauzolej mističnog pesnika iz 13. veka, Farida al-Dina Atara, u Nišapuru (severoistočni Iran) i Kalasijska medresa u Heratu. On je bio jedan od instrumentalnih doprinosioca arhitekturi Herata, koja je, po rečima Renea Gruseta, postala „Firenca onoga što se s pravom naziva Timuridskom renesansom”. Štaviše, bio je promotor i pokrovitelj učenja, umetnosti i pisma, muzičar, kompozitor, kaligraf, slikar i vajar, i tako slavan pisac da ga je Bernard Luis, poznati istoričar islamskog sveta, nazivao „turskim Čoserom”.

## Nasleđe
Navoj je jedan od najomiljenijih pesnika među centralnoazijskim turkijskim narodima. Generalno se smatra najvećim predstavnikom književnosti na čagatajskom jeziku. Njegovo vladanje čagatajskim jezikom bilo je takvo da je postao poznat kao „jezik Navoja“.
Iako su sve primene modernih centralnoazijskih etnonima na ljude Navojevog vremena anahrone, sovjetski i uzbekistanski izvori smatraju Navoja etničkim Uzbekom. Prema Muhamedu Hajdaru, koji je napisao Tarikh-i-Rashidi, Ališer Navoj je bio potomak ujgurskih Bakši pisara, što je navelo neke izvore da Navoja nazivaju potomkom Ujgura. Međutim, drugi naučnici kao što je Kazujuki Kubo se ne slažu sa ovim stavom.
Sovjetski i uzbekistanski izvori smatraju da je Navoj značajno doprineo razvoju uzbekistanskog jezika i smatraju ga osnivačem uzbekistanske književnosti. Početkom 20. veka, sovjetska lingvistička politika je čagatajski jezik preimenovala u „starouzbekistanski“, što je, prema Edvardu A. Olvortu, „jako izobličio književnu istoriju regiona“ i korišćeno je da bi autorima kao što je Ališer Navoj dao uzbekistanski identitet.
U decembru 1941, ceo Sovjetski Savez je proslavio Navojevu petstogodišnjicu. U Lenjingradu koji su blokirali nacisti, jermenski orijentalista Josif Orbeli vodio je festival posvećen Navoju. Nikolaj Lebedev, mladi specijalista istočnjačke književnosti koji je patio od akutne distrofije i više nije mogao da hoda, posvetio je poslednje trenutke svog života čitanju Navojeve pesme Sedam putnika.
Mnoga mesta i institucije u Uzbekistanu i drugim zemljama Centralne Azije nose imena po Ališeru Navoju. Navojska oblast, grad Navoj, Nacionalna biblioteka Uzbekistana nazvana po Ališeru Navoju, Ališer Navojeva opera i baletski teatar, stanica taškentskog metroa Ališer Navoj i Međunarodni aerodrom Navoj – svi su nazvani po njemu.
Godine 2021, održana je međunarodna duhovna manifestacija posvećena 580. godišnjici Ališir Navoja u Kući prijateljstva u Nur-Sultanu, Kazahstan.

## Napomene
1. ↑  U ranoj novoj persijskoj i istočnoj savremenoj varijanti persijskog jezika postoje dva različita samoglasnika ī i ē koji su prikazani istim persijsko-arapskim slovom ی, a u standardnoj transliteraciji oba obično bivaju transliterisana kao ī. Međutim, kada se razmotri razlika ī i ē, njegovo ime treba prevesti kao Ališer

## Literatura
- Subtelny, Maria Eva (1993).  C. E. Bosworth; E. Van Donzel; W. P. Heinrichs; Ch. Pellat, ур. Mīr 'Alī Shīr Nawā'ī. The Encyclopedia of Islam. VII. Leiden—New York: E. J. Brill.
- Valitova, A. A. (1974).  A. M. Prokhorov, ур. Alisher Navoi. Great Soviet Encyclopedia. XVII. Moscow: Soviet Encyclopedia.
- Khwandamir (1979),  Gandjei, T., ур., Makarim al-akhlak, Leiden.
- Babur (1905),  Beveridge, A. S., ур., The Baburnama, Tashkent.
- Semenov, A. A. (1940), Materiali k bibliograficheskomy ukazatelyu pechatnykh proizvedeniy Alishera Navoi i literatury o nem. (Materials for a Bibliography of the Published Works of Alī Shīr Navā'ī and the Secondary Literature on Him), Tashkent.
- Levend, Agâh Sırri (1965—1968), Ali Şîr Nevaî, Ankara.
- Aybek, M. T., ур. (1948), Velikiy uzbekskiy poet. Sbornik statey (The Great Uzbek Poet), Tashkent.
- Erkinov, A. (1998), „The Perception of Works by Classical Authors in the 18th and 19th centuries Central Asia: The Example of the Xamsa of Ali Shir Nawa`i”,  Ур.: Kemper, Michael; Frank, Allen, Muslim Culture in Russia and Central Asia from the 18th to the Early 20th Centuries, Berlin, стр. 513—526.
- Nemati Limai, Amir (2015), Analysis of the Political Life of Amir Alishir Navai and Exploring His Cultural, Scientific, Social and Economic Works, Tehran & Mashhad: MFA (Cire)& Ferdowsi University.

## Spoljašnje veze
- A website about Alisher Nava'i
- Alisher Nava'i on UzLib on-line library
- Copy of Muhakamat al-Lughatain at Harvard
- Mahbub ul-Qulub in Chaghatay
- "Chaucer of the Turks" by Barry Hoberman